# Félix Petit (militaire)
Pour les articles homonymes, voir Petit et Félix Petit.
Félix Gaspard Jacques Petit, né à Prades (Pyrénées-Orientales) le 27 août 1817 et mort à Angers (Maine-et-Loire) le 25 décembre 1914, est un militaire, administrateur de presse et compositeur français.

## Biographie
Comme son frère Bonaventure Petit, Félix Petit a reçu une éducation musicale. Mais contrairement à son aîné, il s'est engagé à l'âge de 18 ans dans l'armée. Au sein du 58e régiment d'infanterie de ligne, il prend part aux campagnes d'Afrique de 1839 à 1847 et gravit tous les grades pour devenir sous-lieutenant. Par la suite, il participe en 1854 à la bataille de l'Alma puis au siège de Sébastopol (1854-1855). Durant cette période, il accède au grade de capitaine. De retour en France, avant de prendre sa retraite et de s'installer à Angers, il est nommé le 27 décembre 1861 Chevalier de la Légion d'honneur.

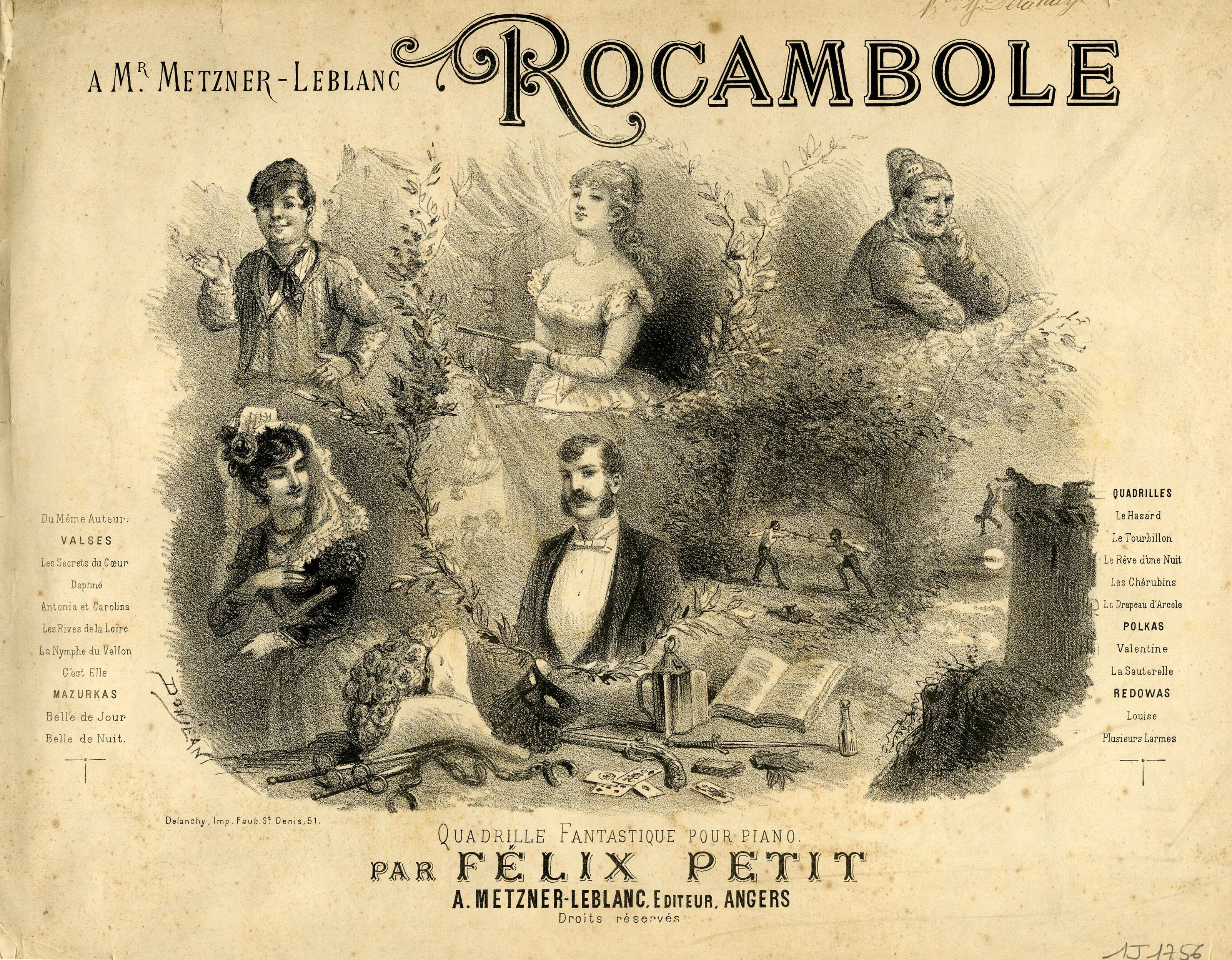
Page de couverture de Rocambole : Quadrille fantastique pour piano

À Angers, il a été administrateur de plusieurs journaux et notamment du Petit Courrier, organe de l’Union républicaine du Maine-et-Loire (1re parution le 10 juin 1883) qui deviendra après la Libération Le Courrier de l'Ouest.
Parallèlement, il a composé des mazurkas, des polkas, des quadrilles et des valses pour piano. Ses œuvres, éditées entre 1860 et 1905 à Paris ou à Angers, sont consultables au Département de la musique de la Bibliothèque nationale (Site Richelieu-Louvois) et aux Archives départementales des Pyrénées-Orientales (Fonds musical Petit 124 J).

## Œuvres
- Louise ! : Mazurka  pour piano, Paris, Chabal, 1860 (BNF 43199659)
- Valentine ou ma pensée : Polka  pour piano, Paris, Chabal, 1860 (BNF 43199662)
- Plusieurs Larmes ! : Rédowa pour piano, Paris, Chabal, 1861 (BNF 43199660)
- Antonia et Carolina ou les liens du cœur : Valse brillante pour le piano, Paris, Chabal, 1866 (BNF 43199656)
- Daphné ! : Grande valse brillante pour le piano, Paris, Chabal, 1866 (BNF 43199658)
- Rocambole : Quadrille fantastique pour piano, Angers, A. Metzner-Leblanc, 1885 (BNF 43199661)
- Pourquoi gémir ? : Mélodie pour piano, Angers, Bressaud, 1889[3]
- Brunes et blondes : Grande valse pour piano, Angers, Martin et Malle, 1905 (BNF 43199657)